# Ken Tamplin
Ken Tamplin (Marietta, Georgia, 11 de diciembre de 1963) es un cantante, músico, productor discográfico y maestro estadounidense, reconocido por su paso por bandas de hard rock como Magdallan, Joshua y Shout.

## Carrera
Es conocido por su gran rango vocal, además de componer e interpretar canciones para televisión. Ha sido parte de las agrupaciones Magdallan (proyecto junto al guitarrista Lanny Cordola), Joshua y Shout. Tamplin es primo de Sammy Hagar, antiguo vocalista de Van Halen.
Actualmente se desempeña como profesor de canto, y dirige su propia academia de técnica vocal.

## Discografía
- 1984 - Joshua - Surrender
- 1987 - Shout - It Won't Be Long
- 1988 - Shout - In Your Face
- 1989 - Angelica - Angelica
- 1989 - The Power Team - Take 'Em Back
- 1990 - Tamplin and Friends - An Axe to Grind
- 1991 - Ken Tamplin - Soul Survivor
- 1991 - Magdallan - Big Bang
- 1992 - Rock Of The 80's - Volume 1
- 1993 - Tamplin - Tamplin
- 1993 - Hollywood Hairspray - Volume 2
- 1994 - Shout - At The Top Of Their Lungs
- 1995 - Tamplin - In the Witness Box
- 1995 - Ken Tamplin - We the People
- 1995 - Ken Tamplin - Goin' Home
- 1996 - Magdallan - End Of The Ages
- 1997 - Ken Tamplin - Liquid Music Compilation
- 1997 - Ken Tamplin - The Colors of Christmas
- 1997 - Shout - Back
- 1998 - Major League Soundtrack - Back To The Minors
- 1999 - Ken Tamplin - Brave Days of Old
- 2001 - Ken Tamplin - Where Love Is
- 2001 - Ken Tamplin - Make Me Your Voice 1
- 2002 - Laudamus - Lost In Vain
- 2003 - Ken Tamplin and Friends - Wake the Nations
- 2004 - Ken Tamplin - Make Me Your Voice 2
- 2009 - Ken Tamplin - How Sweet the Sound
- 2011 - Ken Tamplin - Got You Covered Vol 1
- 2011 - Ken Tamplin - Got You Covered Vol 2
- 2011 - Ken Tamplin - Got You Covered Vol 3
- 2011 - Ken Tamplin - Got You Covered Vol 4
- 2011 - Ken Tamplin - Got You Covered Vol 5
- 2011 - Ken Tamplin - Got You Covered Vol 6
- 2012 - Ken Tamplin - Then Sings My Soul
- 2012 - Ken Tamplin - Superstar Medleys
- 2014 - Ken Tamplin - Ballads of Ken Tamplin Vol 1